# Kitzsteinhorn
Kitzsteinhorn er et bjerg beliggende i Hohe Tauern i Alperne. Bjerget er en gletsjer, hvorpå det er muligt at stå på ski. Sammen med Schmittenhöhe og Maiskogel danner Kitzsteinhorn, Europa Sport Region. Området er ideelt til skisport om vinteren, og vandreture om sommeren. Kitzsteinhorn ligger ved den hyggelige by Kaprun. Fra byen går der gondol-lifte op på bjerget. Den første skilift blev åbnet i 1965, og lige siden har det været muligt at komme hurtigt op på bjerget. I 1974 åbnede man et tog der skulle køre fra dalen og op til bjerget, igennem en tunnel på 3,1 km.

## Ulykkerne
I 2000 var der brand i toget der skulle køre passagererne til toppen. Årsagen til branden var et sammentræf af flere uheldige begivenheder. Dels var en slange til bremsesystemets hydraulikolie utæt, således at olie dryppede ud på paneler og gulv. Dels satte en ventilator i kabinens varmeapparat sig fast, således at der opstod en overophedning af varmeapparatets glødetråde, med kraftig temperaturøgning til følge. Den høje temperatur fik hydraulikolien til at selvantænde.
Ulykken skete midt i den lille tunnel. Af sikkerhedshensyn(!) kunne dørene kun åbnes udefra, hvilket besværliggjorde passagerernes rømning af kabinen, så der kom kun 8 overlevende ud af toget, de øvrige 155 mennesker omkom.
Siden er toget blevet erstattet af endnu en gondol-lift.
Den dag i dag (2011) står det gamle skinnelegeme fra basestationen og op til indgangen i bjerget stadig. Som et uhyggeligt minde om katastrofen.
Endvidere er der rejst et mindesmærke oppe på gletsjeren Kitzsteinhorn
Samme år døde 12 personer i en tragisk lavine på bjerget.